# Hanjang Egyetem állomás
Hanjang (Hanyang) Egyetem állomás metróállomás a szöuli metró 2-es vonalán, Szöul Szongdong-ku (Seongdong-gu) kerületében.

## Viszonylatok
| 2-es vonal                                         | 2-es vonal | 2-es vonal                                                           |
| -------------------------------------------------- | ---------- | -------------------------------------------------------------------- |
| Vangsimni (Wangsimni) (külső oldal) Városháza felé | fő vonal   | Ttukszom (Ttukseom) (belső oldal) Cshungdzsongno (Chungjeongno) felé |